# サンディ (芸能事務所)
株式会社サンディ（SUNDAY Co.,Ltd）とは、東京都渋谷区に本社を置く芸能事務所。

## 概要
ラジオパーソナリティDJ-BEBEや脚本家草部文子として活動する奈美木映里（なみき えり、1957年4月15日 - ）が、1981年に創業して1983年に株式会社を設立した。
FMラジオ番組のディスクジョッキーを中心に、スタジアムDJ、ナレーター、俳優らが所属し、関東広域圏や全国各地で活動している。ラジオ番組の企画制作やイベントの制作も手掛け、近年は数多くの演劇公演を主催している。

## 所属タレント
- ARCHE（市川博樹 / AK LIVE）
- 小川もこ
- ショーンK
- 森雅紀
- 成田真美
- 仲田雄一
- イレーネ
- 橋本みのり
- 田川まゆみ
- 野崎淳之介
- 小桧山崇
- 山川智也
- 保井ひろゆき
- 片山鶴子
- 安達佳織
- 藤田ゆうみん
- 藤田純子
- みんしる
- 渡辺麻耶

## かつての在籍者
- 市川展丈
- 今井雄也
- 植松哲平（現所属：フリーランス）
- 小林拓一郎（現所属：TDX 代表）
- 佐野文俊
- 高森浩二
- 髙橋大輔（現所属：ボイスオン）
- DJ Roni
- 服部潤
- 光邦（宮澤光邦、現所属：シグマ・セブンフェイス 業務提携）
- 山蔭ヒーロ（現所属：ローカルドリームプロダクション 代表）
- 森雄一（現所属：フリーランス 業務提携）